# Poružnica
Poružnica (en serbe cyrillique : Поружница) est un village de Serbie situé dans la municipalité de Sokobanja, district de Zaječar. Au recensement de 2011, il comptait 299 habitants.
Poružnica est située sur les bords de la Sokobanjska Moravica, un affluent droit de la Južna Morava.

## Démographie
| 1948 | 1953 | 1961 | 1971 | 1981 | 1991 | 2002 | 2011 |
| ---- | ---- | ---- | ---- | ---- | ---- | ---- | ---- |
| 564  | 568  | 543  | 537  | 473  | 424  | 354  | 299  |

|  |